# Lista de periódicos de química
Esta é uma lista dos principais periódicos especializados em química:
- Boletim da Sociedade Portuguesa de Química
- Química Nova
- Journal of the Brazilian Chemical Society
- Advanced Synthesis & Catalysis
- Angewandte Chemie
- Annalen der Physik
- Annales de Chimie - Science des Materiaux
- Canadian Journal of Chemistry: Revue Canadienne de Chemie
- Chemical Communications
- Chemical Record
- Chemical Reviews
- Chemical Science
- Chemical Society Reviews
- Chemie in unserer Zeit
- Chemistry: a European journal
- Chemistry of Materials
- Chemkon
- Comptes Rendus. Chimie
- Faraday Discussions
- Helvetica Chimica Acta
- Journal für Praktische Chemie
- Journal of Chemical & Engineering Data
- Journal of Chemical Information and Modelling
- The Journal of Chemical Physics
- Journal of Chemical Research
- Journal of the American Chemical Society
- New Journal of Chemistry
- PhysChemComm
- Theoretical and Experimental Chemistry
- Turkish Journal of Chemistry
- Zeitschrift für anorganische und allgemeine Chemie